# Cabra gallega
La cabra gallega és una raça de cabres d'origen gallec. L'any 2012 el nombre total d'exemplars era de sis-cents vint-i-dos (514 femelles i 108 mascles) distribuïts en seixanta-quatre explotacions pecuàries. Són animals molt ben adaptats al medi ambient i, segons Invesaga (Investigación en Sanidade Animal de Galiza) presenten més resistència que altres races caprines a malalties infeccioses com ara la fasciola hepatica. Són reglamentades pel Decret 149/2011, del 7 de juliol, que va establir el catàleg oficial de races ramaderes autòctones de Galícia.

## Distribució geogràfica
Generalment, els exemplars d'aquesta raça es troben dispersos entre zones de muntanya, principalment a les províncies de Lugo i Ourense.

## Morfologia
Les cabres gallegues són animals de perfil recte o subcòncave, eumètrics i de gran dimorfisme sexual. El pelatge és uniforme, de bru o ros amb diferents tonalitats, i es considera desqualificativa la presència de taques blanques. Les banyes de les femelles s'arquegen cap endarrere, naixent separades i creixent paral·lelament. En els mascles són cargolades, allargades i de major grandària que les de les femelles. Els mascles tenen barba i algunes femelles, tot i que de manera rudimentària, també. Els mascles són més grossos que les femelles, amb una alçada fins a la creu de setanta-cinc centímetres i un pes de setanta quilos de mitjana, mentre que les femelles fan seixanta-cinc centímetres i de quilos en pesen al voltant de cinquanta-cinc.